# Roberta (альбом)
| Оценки критиков               | Оценки критиков |
| Источник                      | Оценка          |
| ----------------------------- | --------------- |
| AllMusic                      | [ 1 ]           |
| Christgau’s Consumer Guide    | [ 2 ]           |
| Encyclopedia of Popular Music | [ 3 ]           |
| Entertainment Weekly          | A-              |

Roberta — пятнадцатый студийный альбом американской певицы Роберты Флэк, выпущенный в 1994 году на лейбле Atlantic Records. Это был её последний релиз на лейбле, на котором она пробыла двадцать пять лет.
Альбом не имел коммерческого успеха, однако был отмечен номинацией на премию «Грэмми».

## Список композиций
| №   | Название                                  | Автор(ы)                                                                         | Длительность |
| --- | ----------------------------------------- | -------------------------------------------------------------------------------- | ------------ |
| 1.  | «Let’s Stay Together»                     | Эл Грин, Эл Джексон мл., Вилли Митчелл                                           | 4:55         |
| 2.  | «Sweet Georgia Brown»                     | Бэн Берби, Кеннет Кейси, Масео Пинкард, Джерри Барнс, Кэтрис Барнс, Роберта Флэк | 5:14         |
| 3.  | «Thrill Is Gone»                          | Рик Дарнелл, Рой Хокинс                                                          | 5:14         |
| 4.  | «It Might Be You»                         | Алан Бергман, Мэрилин Бергман, Дейв Грусин                                       | 10:03        |
| 5.  | «In A Sentimental Mood»                   | Дюк Эллингтон, Ирвинг Миллс, Мэнни Кертц                                         | 3:08         |
| 6.  | «Looking For Another Pure Love»           | Стиви Уандер                                                                     | 4:50         |
| 7.  | «I Don’t Care Who Knows (Baby I’m Yours)» | Бадди Джонсон, Элла Джонсон                                                      | 4:05         |
| 8.  | «Prelude To A Kiss» (Intro)               | Габриэль Гудман                                                                  | 0:43         |
| 9.  | «Prelude To A Kiss»                       | Дюк Эллингтон, Ирвинг Миллс, Бенни Голсон, Ирвинг Гордон                         | 4:27         |
| 10. | «Angel Eyes»                              | Эрл К. Бэнд, Мэтт Деннис                                                         | 6:35         |
| 11. | «Tenderly»                                | Уолтер Гросс, Джэк Лоуренс                                                       | 3:48         |
| 12. | «Cottage For Sale»                        | Ларри Клуни, Уиллард Робисон                                                     | 4:37         |
| 13. | «Isn’t It Romantic?»                      | Ричард Роджерс, Лоренц Харт                                                      | 3:42         |
| 14. | «My Romance»                              | Ричард Роджерс, Лоренц Харт                                                      | 5:39         |
| 15. | «You’ll Never Know (’Til You Let Go)»     | Джерри Барнс, Кэтрис Барнс, Роберта Флэк, Барри Майлс                            | 5:20         |